# Zwitserse Bondsraadsverkiezingen december 1872
De Zwitserse Bondsraadsverkiezingen van 1872 vonden plaats op 7 december 1872, volgend op de federale parlementsverkiezingen van 27 oktober 1872.
De voltallige zittende Bondsraad werd herverkozen, met uitzondering van Jean-Jacques Challet-Venel. Op dezelfde dag werd Paul Cérésole verkozen tot bondspresident van Zwitserland en Karl Schenk tot vicevoorzitter van de Bondsraad voor het jaar 1873. Johann Ulrich Schiess werd unaniem bevestigd in zijn functie van bondskanselier van Zwitserland.

## Verloop van de verkiezingen
Ieder van de zeven zittende Bondsraadsleden stelde zich in december 1872 opnieuw kandidaat voor een nieuwe ambtstermijn van drie jaar. Emil Welti uit het kanton Aargau, op dat moment bondspresident, werd als eerste lid herkozen. Paul Cérésole uit het kanton Vaud werd als tweede lid verkozen en werd later die dag ook verkozen tot bondspresident voor het jaar 1873. Karl Schenk uit het kanton Bern werd als derde lid verkozen, gevolgd door Johann Jakob Scherer uit het kanton Zürich als vierde verkozene, Melchior Josef Martin Knüsel uit het kanton Luzern als vijfde verkozene, Eugène Borel uit het kanton Neuchâtel als zesde verkozene en Wilhelm Matthias Naeff uit het kanton Sankt Gallen als zevende verkozene. Jean-Jacques Challet-Venel uit het kanton Genève werd niet herverkozen. Zijn opvolger was Eugène Borel. Sinds de oprichting van de Bondsraad in 1848 was het na Ulrich Ochsenbein bij de Bondsraadsverkiezingen van 1854 nog maar de tweede maal dat een zittend Bondraadslid dat zich herverkiesbaar stelde, niet werd herverkozen.
Johann Ulrich Schiess werd unaniem herverkozen als bondskanselier van Zwitserland.

## Resultaten
| Kandidaten                | Kandidaten                 | 2e ronde |
| ------------------------- | -------------------------- | -------- |
|                           | Eugène Borel               | 90       |
|                           | Jean-Jacques Challet-Venel | 73       |
| Andere                    | Andere                     | 5        |
| Uitgedeelde stembiljetten | Uitgedeelde stembiljetten  | 168      |
| Ingevulde stembiljetten   | Ingevulde stembiljetten    | 168      |
| Blancostemmen             | Blancostemmen              | 0        |
| Ongeldige stemmen         | Ongeldige stemmen          | 0        |
| Geldige stemmen           | Geldige stemmen            | 168      |
| Absolute meerderheid      | Absolute meerderheid       | 85       |